# Puig de Palou
El Puig de Palou és una muntanya de 1.427 metres que es troba al municipi de Vidrà, a la comarca d'Osona.